# Тофт, Оле
Оле Тофт (дат. Ole Toft; род. 28 декабря 1964, Корсёр, Слагельсе) — датский дипломат. Посол Дании в Турции и Азербайджане.

## Биография
Родился 28 декабря 1964 года в г. Корсёр. В 1994 году получил степень магистра Копенгагенского университета.
В 1994 году  являлся главой отдела департамента Среднего Востока и Северной Африки, с 1995 года — главой отдела департамента европейской политики МИД Дании.
С 1998 года являлся секретарём постоянного представительства Дании в ЕС (Брюссель).
С 2001 года — советник по европейской политике офиса премьер-министра Дании.
С 2004 года — советник постоянного представительства Дании в ЕС (Брюссель).
С 2007 года — глава департамента европейской политики МИД Дании.
С 2009 года — глава исполнительного секретариата МИД Дании.
С 2013 года — заместитель постоянного представителя представительства Дании в ЕС (Брюссель).
С 2015 года — заместитель секретаря по ресурсам и операциям МИД Дании.
С 2017 года — директор по рыболовству МИД, с 2019 года — Министерства окружающей среды Дании.
Посол Дании в Польше (10 сентября 2020 — ?).
Посол Дании в Турции (с 9 августа 2024) и Азербайджане (с 14 октября 2024).
Владеет английским, французским, немецким языками.

## Награды
- Рыцарь Ордена Данеброг (2008)